# Atak na Bet Sze’an
Atak na Bet Sze’an – zamach terrorystyczny przeprowadzony w dniu 19 listopada 1974 roku przez trzech członków Demokratycznego Frontu Wyzwolenia Palestyny w mieście Bet Sze’an na północy Izraela.
Palestyńscy terroryści weszli do Izraela z terytorium Jordanii. Po dotarciu do miasta Bet Sze’an, zajęli czteropiętrowy budynek mieszkalny biorąc zakładników. Po trzech godzinach jednostka sił specjalnych Sajjeret Matkal przeprowadziła szturm na budynek. Ogółem zginęło 4 cywili, a 20 osób zostało rannych.

## Okoliczności zamachu
Miasto Bet Sze’an jest położone w intensywnie użytkowanej rolniczo dolinie Bet Sze’an, będącej częścią Rowu Jordanu w Dolnej Galilei. W odległości 4 km na wschód przepływa rzeka Jordan, stanowiąca granicę z Jordanią.
W październiku 1973 roku doszło do wojny Jom Kipur, podczas której Siły Obronne Izraela odparły zaskakujący atak arabskich armii. Pomimo zwycięstwa Izraelczycy wyszli z tej wojny z przeświadczeniem o wielkiej przegranej. Wojna wywołała szok w społeczeństwie izraelskim - kraj okazał się nieprzygotowany na niespodziewany atak i niezdolny do szybkiego go odparcia. Jednak najważniejszą konsekwencją wojny było rozpoczęcie procesu pokojowego w konflikcie izraelsko-egipskim. W dniu 21 grudnia 1973 roku rozpoczęła się konferencja pokojowa w Genewie. W obradach uczestniczyli przedstawiciele Izraela, Egiptu, Jordanii, Związku Radzieckiego, Stanów Zjednoczonych i ONZ. Egipt odciął się od arabskiego nacjonalizmu starając się osiągnąć porozumienie w sprawie odzyskania Półwyspu Synaj. Po raz pierwszy w tak ważnej konferencji omawiano problem palestyński. Delegacja Egiptu reprezentowała interesy Organizacji Wyzwolenia Palestyny (OWP), na co nalegała Syria, Jordania i Związek Radziecki. Izrael i Stany Zjednoczone sprzeciwiły się formalnemu uznaniu obecności Organizacji Wyzwolenia Palestyny w konferencji, ponieważ OWP nie uznawała prawa do istnienia państwa Izrael. Z tego powodu Syria nie wysłała swojej delegacji na konferencję, która zakończyła się bez osiągnięcia jakiegokolwiek porozumienia. Wszystkie te wydarzenia bardzo mocno wpływały na sytuację wewnętrzną w Libanie, w którym napływ po 1948 roku palestyńskich uchodźców doprowadził do poważnych zmian demograficznych. Gdy w latach 1970–1971 władze jordańskie usunęły ze swojego terytorium palestyńskie ugrupowania zbrojne, schroniły się one w Libanie. Ludowy Front Wyzwolenia Palestyny był jednym z najbardziej radykalnych ugrupowań palestyńskich, które w celu zwrócenia uwagi świata na problem palestyński stosowało metody terrorystyczne. Dowództwo tego ugrupowania podjęło na wiosnę 1974 roku decyzję o przeprowadzeniu zamachu terrorystycznego na terytorium Izraela. W rezultacie, w kwietniu doszło do masakry w Kirjat Szemonie. Demokratyczny Front Wyzwolenia Palestyny nie chciał pozostać w tyle za konkurencyjnym Ludowym Frontem Wyzwolenia Palestyny, i przeprowadził w maju atak na miasto Ma’alot-Tarszicha, który przeszedł do historii jako Zamach w Ma’alot. W czerwcu al-Fatah przeprowadził atak na Naharijję. Kontynuując tę serię ataków terrorystycznych wymierzonych w Izrael, Demokratyczny Front Wyzwolenia Palestyny postanowił przeprowadzić atak od wschodu, z terytorium Jordanii.

## Przebieg zamachu
We wtorek, 19 listopada 1974 roku, trzej palestyńscy terroryści przedostali się przez rzekę Jordan do Izraela z Jordanii. Wszyscy byli przebrani w ubrania robotników. Na swoim wyposażeniu mieli karabiny automatyczne AK-47, granaty ręczne, plastyczny materiał wybuchowy Semtex, topory, oraz ulotki i megafon do komunikowania się z izraelskimi siłami bezpieczeństwa. We wczesnych godzinach porannych dotarli do południowej części miasta Bet Sze’an i weszli do czteropiętrowego budynku mieszkalnego w osiedlu Elijahu. Początkowo terroryści wdarli się do mieszkania Mazal Edry, który został brutalnie pobity i zmarł na klatce schodowej. Potem napastnicy wdarli się do mieszkania rodziny Bibas na trzecim piętrze. Strzałami zamordowali matkę rodziny, Zohar Bibas. Trójka dzieci zdołała w zamieszaniu wyskoczyć przez okno, odnosząc niewielkie obrażenia. Odgłosy strzałów zaalarmowały okolicznych mieszkańców, którzy zaczęli uciekać. Wielu z nich ratując życie wyskakiwało przez okna. W ten sposób rannych zostało 20 osób, w tym większość dzieci. Jeden z mieszkańców (Jean Pierre Alimi) pomagał ewakuować rannych i został zastrzelony przez terrorystów. Cały teren bardzo szybko otoczyła policja wspierana żołnierzami straży granicznej. Terroryści rzucili wówczas z okna granaty i przy użyciu megafonu zażądali uwolnienia palestyńskich terrorystów przetrzymywanych w izraelskich więzieniach.
Izraelskie siły bezpieczeństwa podjęły próbę negocjacji. Nie widząc żadnych rezultatów prowadzonych rozmów, podjęto decyzję o szturmie jednostki specjalnej Sajjeret Matkal. Po trzech godzinach od rozpoczęcia się ataku, komandosi przystąpili do szturmu. Wyłamali zabarykadowane meblami drzwi wejściowe i wdarli się do mieszkania. W wymianie ognia zginęli wszyscy trzej terroryści oraz przetrzymywany jako zakładnik ojciec rodziny, Jehuda Bibas. Ogółem zginęło 4 cywili i 3 terrorystów, a 20 osób zostało rannych.
Po zakończeniu szturmu, rozwścieczeni mieszkańcy wdarli się do domu i wyrzucili przez okna ciała zabitych terrorystów. Policjanci i żołnierze nie zdołali opanować tłumu, który polał benzyną ciała zabitych i spalił je. Przez przypadek spalono także ciało jednej z ofiar. Minister obrony Szimon Peres i rabin Szelomo Goren zdecydowanie potępili okaleczenie ciał terrorystów.

## Konsekwencja zamachu
W konsekwencji serii zamachów terrorystycznych przeprowadzonych w 1974 roku, władze izraelskie zwróciły szczególną uwagę na Liban, w którym swobodnie działały palestyńskie ugrupowania terrorystyczne. Udzielenie wsparcia chrześcijańskiej Falandze wydawało się odpowiednią przeciwwagą dla rosnących w siłę ugrupowań islamskich, doprowadziło jednak do wybuchu w 1975 roku libańskiej wojny domowej.